# نشيد اليمن الوطني
رددي أيتها الدنيا نشيدي هو النشيد الوطني للجمهورية اليمنية. كلماته من تأليف عبد الله عبد الوهاب نعمان. وألحان أيوب طارش وكان النشيد الرسمي لجمهورية اليمن الديمقراطية الشعبية قبل الوحدة اليمنية واعتمد بعد الوحدة ليكون النشيد الرسمي للجمهورية اليمنية بينما كان نشيد الجمهورية العربية اليمنية هو نشيد في ظل راية ثورتي من عام 1978م وحتى عام 1990م.

## كلمات النشيد الرسمية
عبارة عن مقطع مختصر من كلمات النشيد ليكون النشيد الرسمي في الاستقبالات الرسمية والمباريات والاحتفالات:

## نشيد إرادة أمة
هو نشيد الجمهورية العربية اليمنية تم اعتماده عام 1978م قبل الوحدة اليمنية وهو من كلمات أحمد العماري وألحان علي بن علي الآنسي. تم تقديمه ليحل محل النشيد الوطني القديم "السلام على الأرض".